# Cheiramiona fontanus
Cheiramiona fontanus är en spindelart som beskrevs av Leon N. Lotz 2003. Cheiramiona fontanus ingår i släktet Cheiramiona och familjen sporrspindlar. Inga underarter finns listade i Catalogue of Life.